# Manfred Mühr
Manfred Mühr (* 31. Mai 1967 in Wien) ist ein österreichischer Wirtschaftstreuhänder und ehemaliger Eishockeystürmer. Er absolvierte 14 Spielzeiten in der Bundesliga und war fünf Jahre Kapitän der Nationalmannschaft.

## Sportliche Karriere
Manfred Mühr spielte 1984/85 für WAT Stadlau und wechselte anschließend zum EC KAC, wo er bis 1990 unter Vertrag stand. Mit den Klagenfurtern gewann er dreimal den Meistertitel der Österreichischen Eishockey-Liga, ehe er von 1990 bis 1995 beim Derbyrivalen EC VSV auflief und dort erneut zweimal Meister und zweimal Vizemeister werden konnte. Nach einer Saison beim Wiener EV, spielte er 1996/97 noch einmal für die Klagenfurter und wurde Vizemeister. Erst nach vier Jahren kehrte er aufs Eis zurück und spielte 2001/02 seine letzte Bundesligasaison für die Vienna Capitals. Danach spielte er noch in der Wiener Liga und Oberliga.
Mühr war zudem Mitglied der Nationalmannschaft, mit der er 133 Spiele bestritt. 1992 schaffte er mit der Mannschaft den Aufstieg in die A-WM-Klasse und führte das Team bei vier folgenden A-Weltmeisterschaften als Teamkapitän. Der größte Erfolg war dabei der achte Platz bei der A-WM 1994. Zudem war er Teilnehmer der Nationalmannschaft bei den Olympischen Winterspielen 1988 (9. Platz) und 1994 (12. Platz).

## Erfolge
- 1986: Österreichischer Meister mit EC KAC
- 1987: Österreichischer Meister mit EC KAC
- 1988: Österreichischer Meister mit EC KAC
- 1990: 3. Platz B-Weltmeisterschaft
- 1991: Österreichischer Vizemeister mit EC VSV
- 1992: 1. Platz B-Weltmeisterschaft
- 1992: Österreichischer Meister mit EC VSV
- 1993: Österreichischer Meister mit EC VSV
- 1995: Österreichischer Vizemeister mit EC VSV
- 1997: Österreichischer Vizemeister mit EC KAC
- 2007: Oberliga-Vizemeister mit Die 48er

## Beruflicher Werdegang
Manfred Mühr absolvierte von 1987 bis 1996 ein Studium der Betriebswirtschaftslehre an der Universität Klagenfurt mit den Schwerpunkten Betriebliches Finanz- sowie Steuerwesen und Controlling. Bis Ende 2000 arbeitete er als Steuerberater-Berufsanwärter in Wien, ehe er am 1. Januar 2001 als Selbständiger eine Steuerberatungskanzlei in Hernals übernahm.